# メルセデス・ベンツ・W222
メルセデス・ベンツ・W222（Mercedes-Benz W222 ）は、ドイツの自動車メーカーであるメルセデス・ベンツ・グループがメルセデス・ベンツブランドで展開しているSクラスの、6代目モデルである。W222はそのコードネーム。2013年から製造・販売されている。
派生モデルとしてクーペタイプのSクラス・クーペ（C217）が登場している。なおロングボディ仕様には別途「V222」というコードネームがあるが、通常はそれも含め「W222」と呼ばれる。また、ボディをさらに延長したメルセデス・マイバッハ・Sクラス（X222）が新たに用意され、これはかつて販売されたマイバッハ57／62の後継モデルとなっている。

## 概要
W222（以下、V222を含む）は、先代W221と比べ、優美で古典的なスタイルを強調した佇まいとなっている。大型のフロントグリル、クーペを思わせるなめらかな曲線、縦型のリアコンビネーションランプが特徴的である。
W221と比較して全長はロングモデルで13mm、全幅は20mm、全高は10mm拡大されている。ホイールベースは同一である。
2015年には2代目マイバッハがこのモデルに統合される形で発売された。
ヘッドライトやリアコンビネーションランプ、ウインカーや、内装の照明など、灯火類には全てLEDを採用しており、バルブ式電球は一切使用していない。使用されるLEDは約500個に及ぶ。ダッシュボードは、メーターパネルにはLCDを採用し、それに連続する形で隣りに大型ディスプレイが装備される。対照的に各スイッチやエアコン吹き出し口などにはクラシカルな形状を採用している。

### 新機能

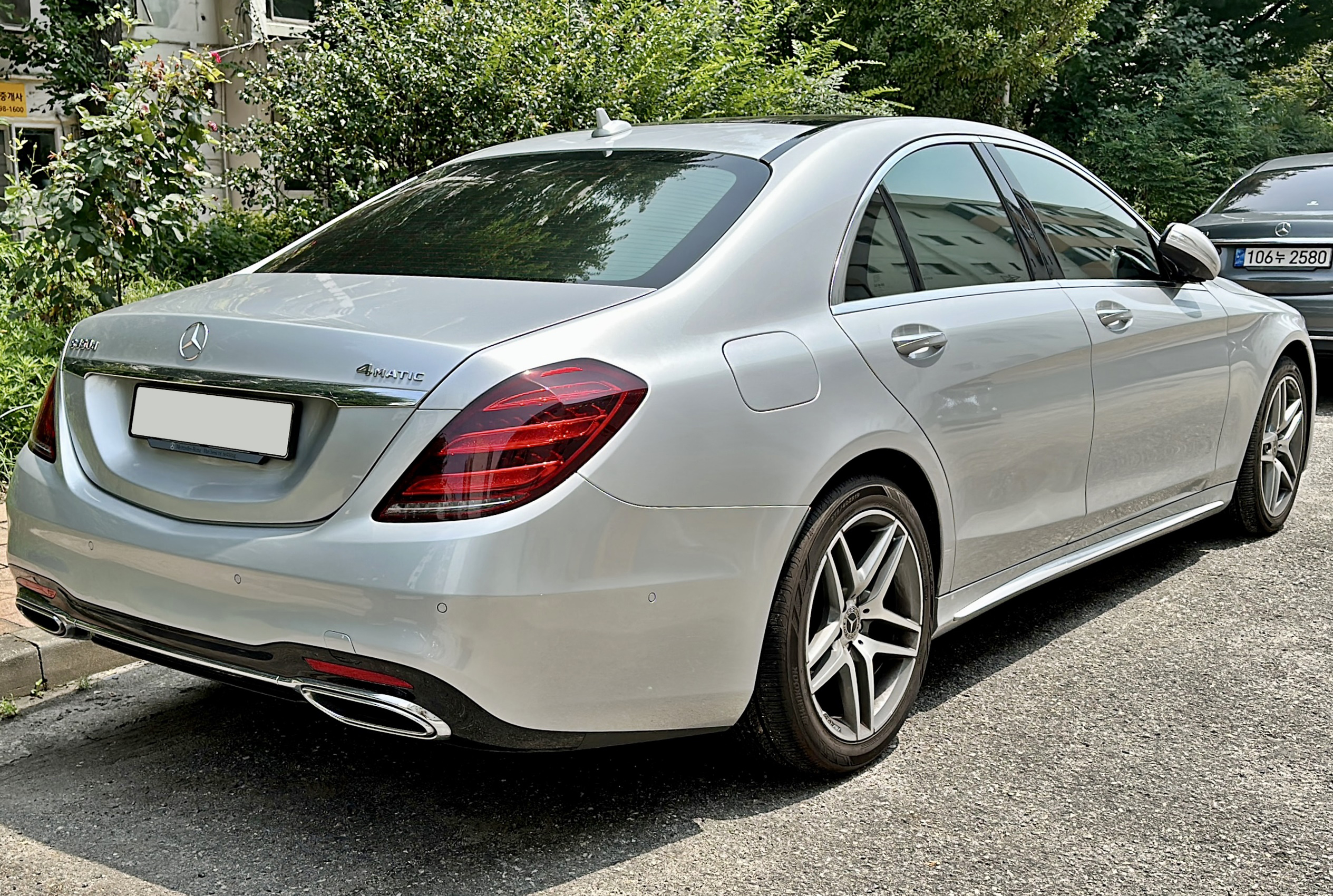
W222 リア

- マジックボディコントロール - アクティブボディコントロール（ABC）を進化させ、フロントガラス上部に装備されたステレオカメラにより最大15m先まで路面の凹凸をスキャンし、4輪のサスペンションに供給される油圧を、各輪個別に秒間数回の頻度で制御することで、様々な状態において車体をフラットな姿勢に保ち、走行中は段差や起伏などでの車体の揺れや衝撃を大幅に緩和する。なお、この装備は晴天時のみ機能し、夜間や悪天候時には無効である。また、後輪駆動モデルのみに装備可能であり4MATIC（四輪駆動）モデルにはオプションでも装着不可。後輪駆動・ロング系・V8以上のエンジンを搭載するグレードのみ標準またはオプションとなる。日本においては2017年8月9日のマイナーチェンジから車体を傾斜させる機能が付与された。
- プレセーフプラス - 自車が追突される恐れがあると、ハザードランプを高速で点滅させ後続車に知らせる。衝突が避けられなくなるとブレーキをロックさせシートベルトのたるみを取り、乗員のダメージを軽減する。
- 後続車眩惑防止機能 - 夜間や信号待ちの際、ブレーキランプと後部ウインカーの照度を自動的に落とし後続車に配慮する。

## 日本市場での歴史

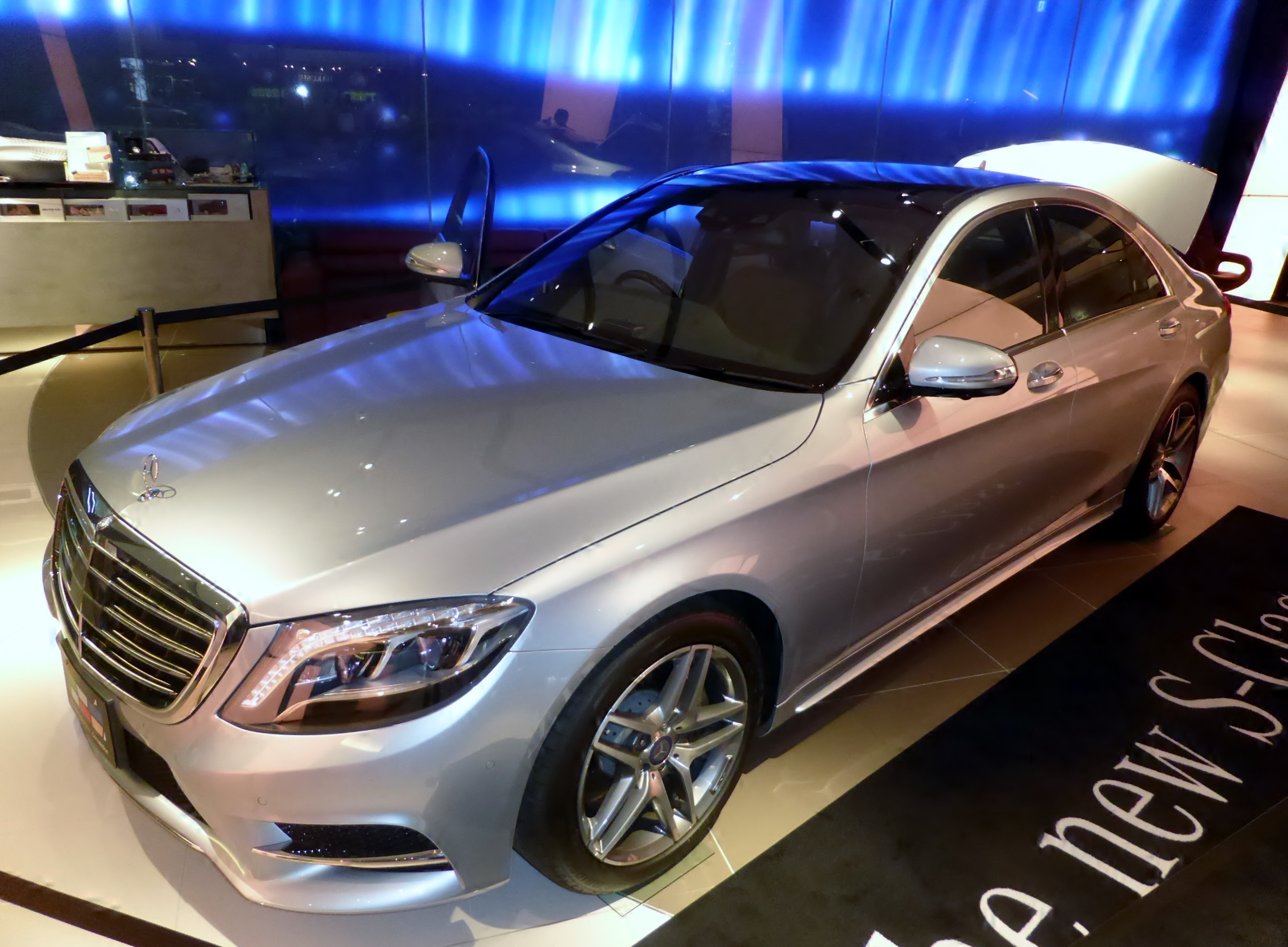
S400ハイブリッド

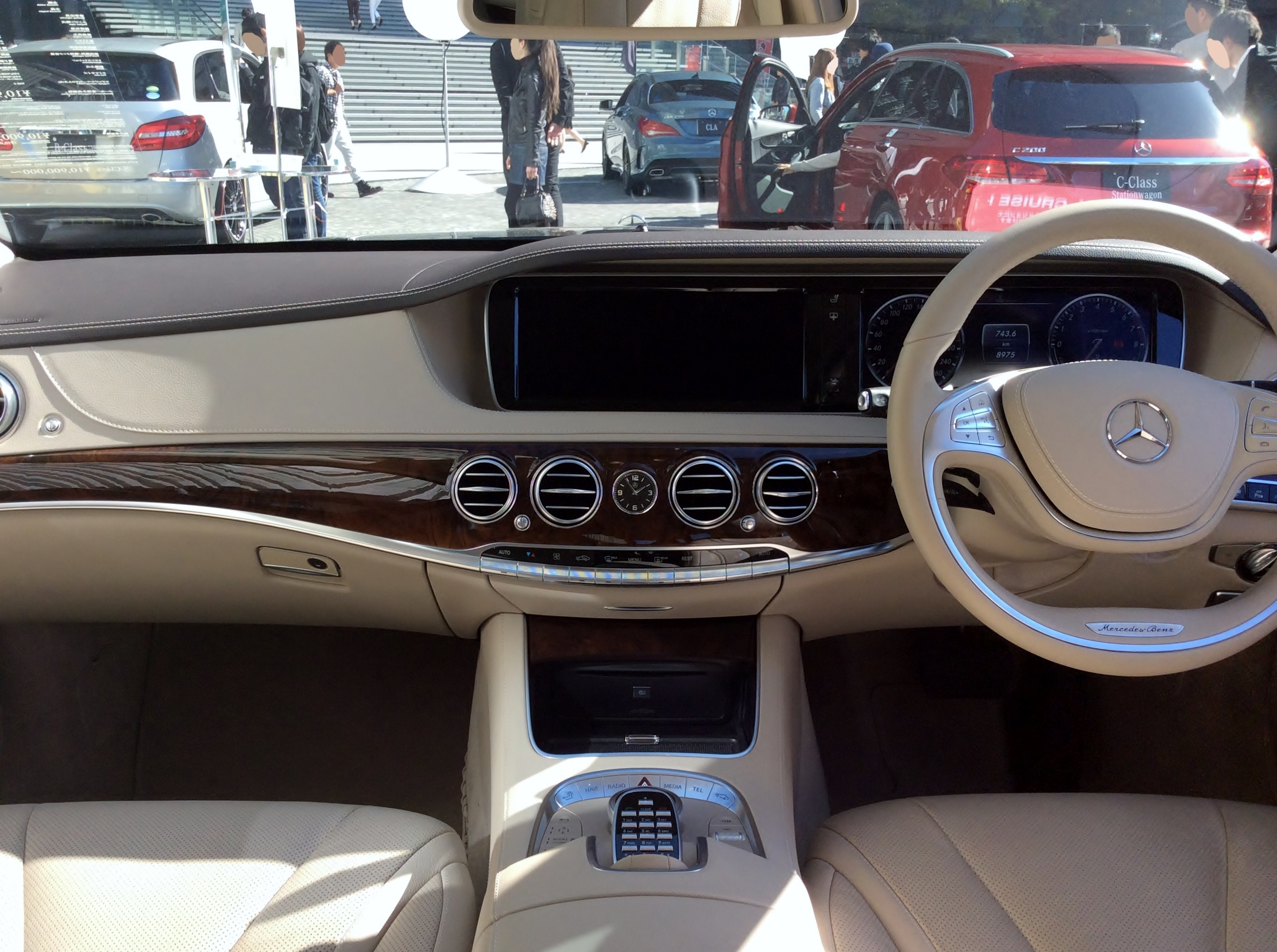
S400ハイブリッド ダッシュボード

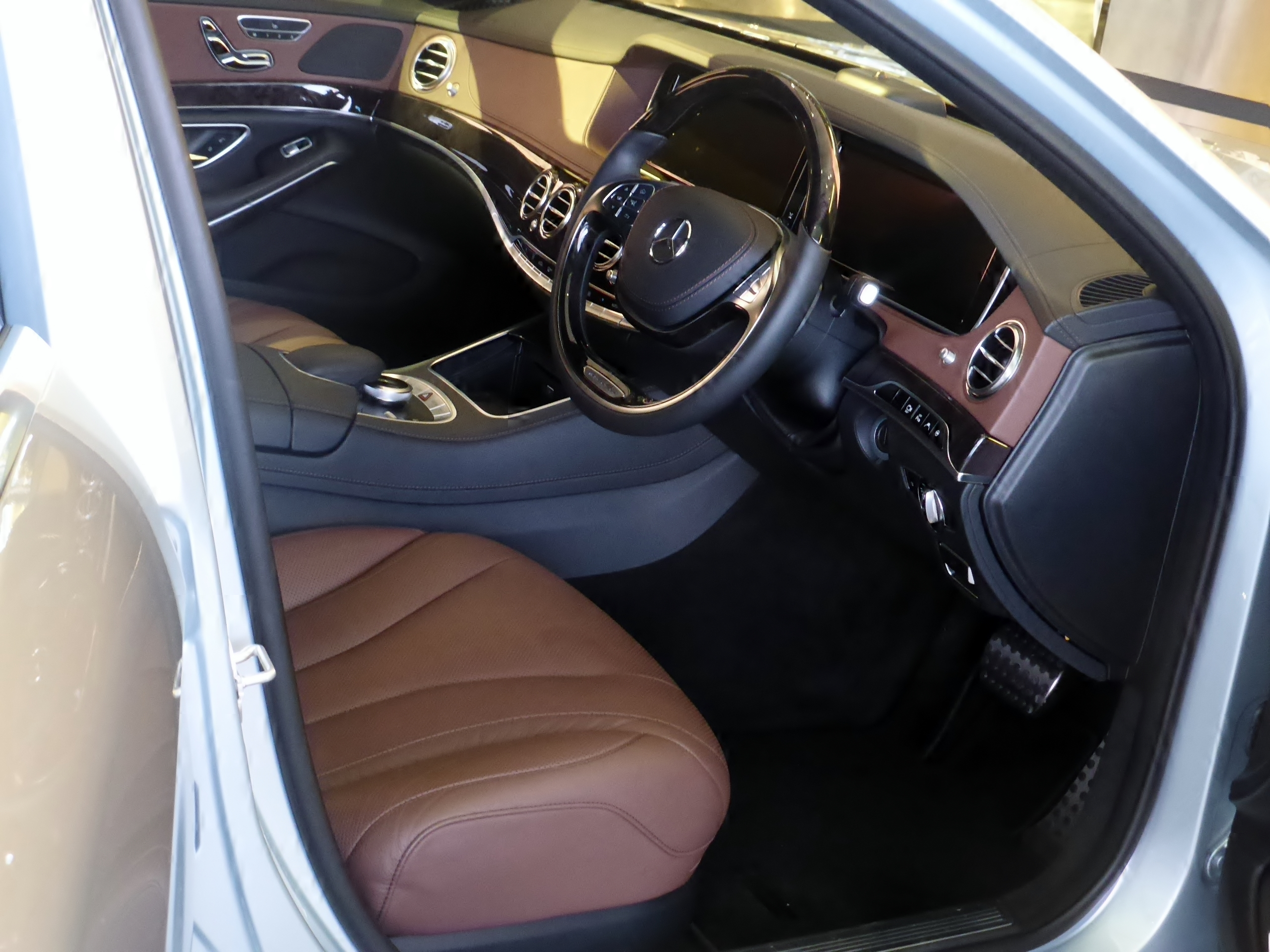
S400ハイブリッド インテリア

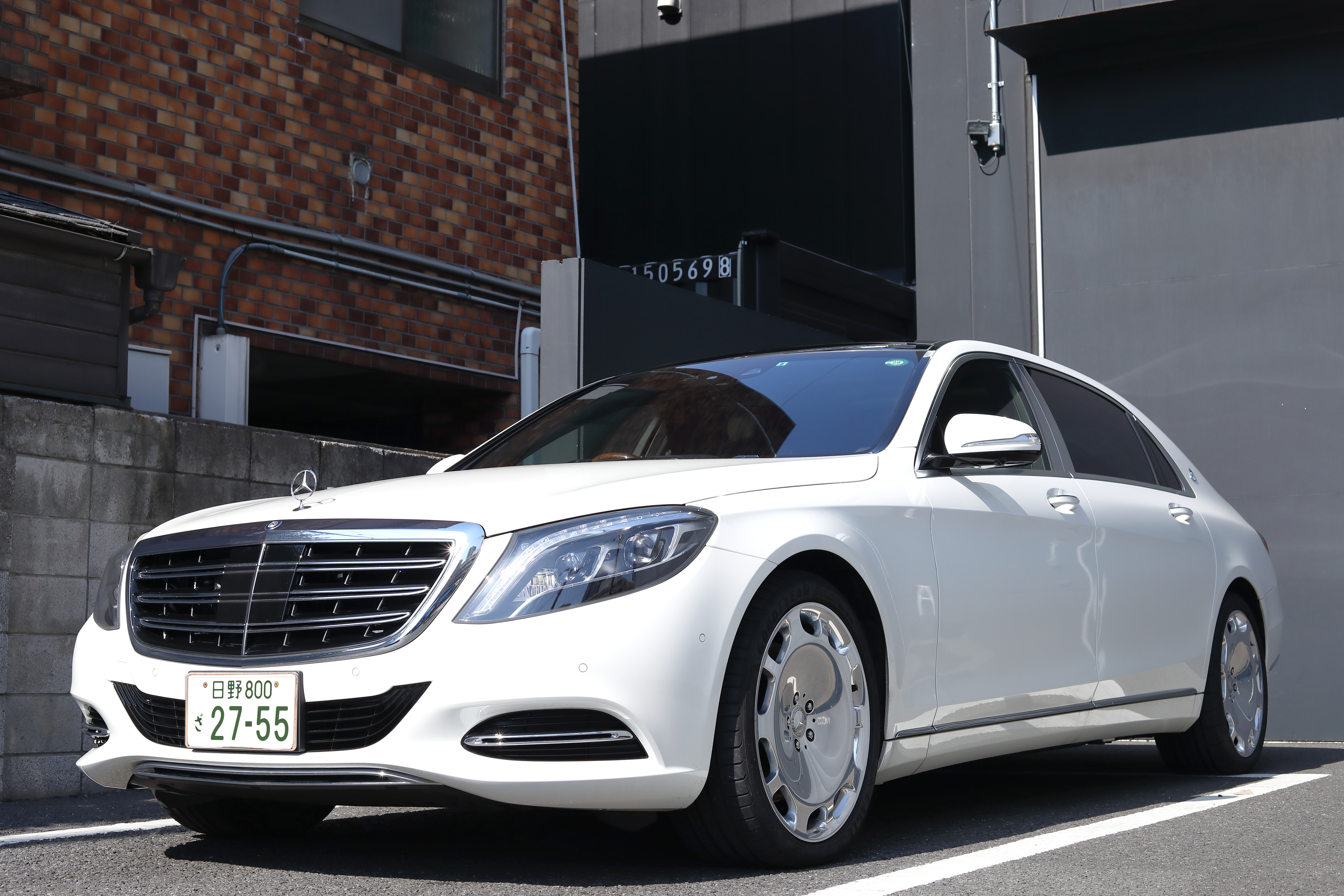
メルセデス・マイバッハ S550

2013年8月23日に日本発表。同年10月1日より受注開始され、同年11月上旬より販売・納車が開始された。日本仕様車では「S400ハイブリッド」・「S400ハイブリッド エクスクルーシブ」・「S550ロング」・「S63 AMGロング」・「S63 AMG 4MATICロング」の5グレードが用意され、「S350 ブルーテック」は導入されない。「S63 AMG 4MATICロング」は左ハンドルのみ。「S550ロング」は左右から選べ、他は全て右ハンドルとなる。同時に、「S550ロング」をベースに、リアセーフティーパッケージ、ショーファーパッケージ、AMGスポーツパッケージなどを装備した特別仕様車「S550ロング エディション1」も発表された（本仕様車は280台の限定販売）。なお、燃費性能の向上により、「S400ハイブリッド」・「S400ハイブリッド エクスクルーシブ」は「平成27年度燃費基準+20%」を、「S550ロング」は「平成27年度燃費基準+10%」、「S63 AMGロング」・「S63 AMG 4MATICロング」は「平成27年度燃費基準」をそれぞれ達成している。「S550ロング」では日本国内のメルセデスブランドとしては初めてハンドル位置によって車両本体価格が異なる設定としたが（右ハンドル車は左ハンドル車と比べて10万円高）、これは360度カメラの搭載など装備の違いによるものである。
同年11月20日には最上位モデルとして、6.0L V12ツインターボエンジンを搭載し、動力性能に優れた「S65 AMGロング」を発売し、併せて東京モーターショー2013にてワールドプレミアされた。
2014年6月10日、先代の5.5L V12ツインターボエンジンに代えて6.0L V12ツインターボエンジンを搭載した「S600ロング」を追加し、「S400ハイブリッド」と「S400ハイブリッド エクスクルーシブ」に左ハンドルモデルが設定された。併せて、一部改良も行われ、「S400ハイブリッド エクスクルーシブ」・「S550ロング」・「S63 AMGロング」・「S63 AMG 4MATICロング」はタッチパッドやプライバシーガラスなどを新たに標準装備。オプションも一部装備内容を変更し、AMGスポーツパッケージ（「S400ハイブリッド」・「S400ハイブリッド エクスクルーシブ」・「S550ロング」に設定）及びAMGダイナミックパッケージ（「S63 AMGロング」・「S63 AMG 4MATICロング」に設定）にヘッドアップディスプレイを、「S400ハイブリッド エクスクルーシブ」に設定のリアシートコンフォートパッケージに後席専用クライメートコントロールをそれぞれ追加した。
2014年10月15日、特別仕様車「S550ロング プレミアムスポーツ」を発表し、同日より注文受付を開始。「S550ロング」をベースに、AMGスポーツパッケージとショーファーパッケージを特別装備するとともに、ベース車では設定がない20インチAMGマルチスポークアルミホイールと本革巻designoメタライズドアッシュウッドステアリングも特別装備。内装もベース車では設定がないナッパレザー仕様となっている。ダイヤモンドホワイト140台、オブシディアンブラック60台の計200台の限定販売である。
2014年11月25日、2,996ccV型6気筒直噴ツインターボエンジンと電気モーターを組み合わせた「S550プラグインハイブリッドロング」を追加した。
2015年2月25日に「メルセデス・マイバッハ・Sクラス」が正式に発表され、「マイバッハS550」「マイバッハS600」が同日より発売された。先代のマイバッハは専用ショールームのみでの販売だったが、2代目となるこのモデルでは、通常のSクラス同様に全国各地のメルセデス・ベンツ正規ディーラーでの販売となる。独立したブランドだった先代とは変わり、メルセデス・ベンツのサブブランドとして展開されるため、スリーポインテッド・スターが装着されマイバッハのエンブレムはCピラーに配される。また、リアの左側に「MAYBACH」および右側にモデル名のエンブレムが取り付けられている。
2015年8月27日、2,142cc直4直噴ディーゼルターボエンジンと電気モーターを組み合わせた日本初のクリーンディーゼルハイブリッドモデル「S300h」を追加。標準モデルに加え、ナッパレザーを採用したマッサージ機能付シートやクロージングサポーター、エアバランスパッケージなどを追加した充実仕様の「S300hエクスクルーシブ」、「S550ロング」と同等の装備を備えたロングボディモデル「S300hロング」も併せて設定される。なお「S300h」の発売に合わせ、既存のハイブリッド車「S400ハイブリッド」「S400ハイブリッドエクスクルーシブ」及びプラグインハイブリッド車「S550プラグインハイブリッドロング」は「S400h」「S400hエクスクルーシブ」「S550eロング」にそれぞれ名称変更した。
2015年9月10日には、四輪駆動モデル「マイバッハ S550 4MATIC」を追加発売し、既存の「マイバッハ S550」は従来の左ハンドル仕様から新たに右ハンドル仕様へと変更された。「マイバッハ S550 4MATIC」（左ハンドル専用設計）の価格は同S550と同じだが、S550に標準装備の「マジックボディコントロール」が未装備（オプション装着も不可）となっている。
2016年5月17日、プラグインハイブリッドモデル「S550eロング」を一部仕様変更。ヘッドライトレンズ左右にブルーリングの縁取りを、フロントブレーキキャリパーにブルーペイントをそれぞれ施し、フロントフェンダー左右に「PLUG-IN HYBRID」ブルーサイドエンブレムを装着した。
同年7月26日、ディーゼルハイブリッドモデルの「S300h」「S300hエクスクルーシブ」「S300hロング」、及びプラグインハイブリッドモデル「S550eロング」に左ハンドル仕様を追加設定した。同日より受注受付を開始、発売は11月以降となる。
2017年8月9日、マイナーチェンジを発表（同日より予約注文の受付を開始、FR・ロングボディモデルは12月頃、それ以外のモデルは9月上旬にそれぞれ納車開始）。フロント・リアデザインが刷新され、フロントはヘッドライトに光ファイバーによる3本のラインが配され、フロントグリルを全車ツインルーバー仕様に統一。エアインテークはワイド形状となった。リアのLEDコンビネーションランプには「クリスタルルック」が採用され、解錠/施錠時にLEDリアコンビネーションランプが内側から外側へ、下側から上側に流れるように点灯する「カミングホームファンクション機能」を導入。リアバンパー下部のデザインも変更し、クロームトリムも配した。「インテリジェントドライブ」の機能強化も行われ、「アクティブディスタンスアシスト・ディストロニック」に、停車後30秒以内であればアクセルを踏まなくても自動的に発進が可能な自動再発進機能が追加され、車線が不明瞭な場合や検知不可の場合でも周囲の車両やガードレールを検知してステアリング操作のアシストが可能な「アクティブステアリングアシスト」を新搭載。さらに、「緊急回避補助システム」、「PRE-SAFEサウンド」などの新機能を追加し、歩行者と交差点での車両飛び出しにも対応した自動緊急ブレーキ「アクティブブレーキアシスト（歩行者/飛出し検知機能付）」も備えた。また、テレマティクスサービス「Mercedes me connect（メルセデス ミー コネクト）」も搭載。Sクラスの「Mercedes me connect」は、「安心安全サービス」と「快適サービス」に加え、24時間コンシェルジュサービスの「おもてなしサービス」にも対応している。
V12エンジン搭載車である「S600 long」と「Mercedes-AMG S65 long」を除いてラインナップが見直され、従来の「Mercedes-AMG S63 4MATIC long」はスポーツカーメルセデスAMG・GTと共通の基本設計とした4.0L V8 直噴ツインターボエンジンM177型に置換、「AMGスピードシフトMCT」を9速に多段化、4輪駆動システムを前50:後50から前0:後100の範囲で可変トルク配分を行う新型の「AMG 4MATIC+」に改良して「Mercedes-AMG S63 4MATIC+ long」に改名（同時に「Mercedes-AMG S63 long」についてもエンジンの置換と「AMGスピードシフトMCT」を多段化する改良を行う）。併せて、従来の「S550 long」はエンジンを4.0L V8 直噴ツインターボエンジンであるM176型に置換し、トランスミッションを9速（9G-TRONIC）に多段化して「S560 long」に改名するとともに、同じM176型を搭載した4輪駆動モデル「S560 4MATIC long」と、3.0L V6 直噴ツインターボエンジンである276M30型を搭載した「S400」を新設。これにより、7グレードに整理され、ディーゼルハイブリッドモデルやプラグインハイブリッドモデルを廃止した。
2018年3月1日に、新モデルとして、「S450」・「S450 エクスクルーシブ」・「S450 ロング」の3モデルが発表された（同日より予約注文受付開始、「S450」と「S450 エクスクルーシブ」は同年4月頃に、「S450 ロング」は同年夏頃に納車予定）。エンジンにメルセデス・ベンツとしては1997年以来約20年ぶりの採用となる直列6気筒の3.0L直噴ターボエンジンであるM256型に、オルタネーターやスターターの機能も兼ねた電気モーター「ISG（インテグレーテッド・スターター・ジェネレーター）」、48V電気システム、電動スーパーチャージャーを組み合わせたパワートレインが搭載されている。
同年9月10日に、新モデルとして、「S400 d」・「S400 d 4MATIC」・「S400 d ロング」・「S400 d 4MATIC ロング」の4モデルが発表された（同日より予約注文受付開始、「S400 d 4MATIC」系は同年10月ごろ、「S400 d」系は同年11月ごろにそれぞれ納車予定）。エンジンには、直列6気筒の3.0L直噴ディーゼルターボエンジンであるOM656型が搭載される。
同年12月13日に、2017年8月のマイナーチェンジに伴って廃止されていたプラグインハイブリッドモデルが再設定され、「S560 e ロング」として発売された。エンジンとモーターの出力が向上されたほか、バッテリーは容量を13.5kWhに大容量化・小型化され、車体側の充電器と充電用ウォールユニット共に6.0kW（200V・30Aの場合）充電に対応した。さらに、3年間の保証プログラム「メルセデス・ケア」に加え、本モデル限定で全ての部品に4年間の特別延長保証も付帯されるため、合計で7年間の保証が適用される。
2019年10月2日に、特別仕様車「Grand Edition」が発売された。「Grand Edition」は「S400 d」・「S400d 4MATIC」・「S450 Exclusive」・「S560 long」・「S560 4MATIC long」に設定される「Sports Limited」と、「S560 long」・「S560 4MATIC long」に設定される「Chauffeured Limited（ショーファー リミテッド）」の2モデルで構成されている。「Sports Limited」は全モデル共通でホイールに20インチAMGマルチスポークホイールが採用され、内装はAMGスポーツステアリングやブラックポプラウッドインテリアトリムが標準化された。さらに、「S400 d」・「S400d 4MATIC」・「S450 Exclusive」にはAMGライン、パノラミックスライディングルーフやエアバランスパッケージ（空気清浄機能、パフュームアトマイザー付）が含まれるベーシックパッケージが、「S560 long」と「S560 4MATIC long」にはAMGライン プラスがそれぞれ標準装備された。「Chauffeured Limited」はショーファーパッケージが特別装備され、19インチディッシュホイールが採用された。
2020年6月26日に、メルセデス・マイバッハ Sクラスに「Grand Edition」が発売された。「S560」「S560 4MATIC」をベースに、通常はオプション設定となる左右独立シート（後席）、格納式テーブル（後席左右）、クーリングボックス、専用シャンパングラス収納（シャンパングラス2脚付）で構成された「ファーストクラスパッケージ」や「designoレザーパッケージ」が特別装備されるほか、20インチ鍛造ホイールなども装備される。日本での限定台数は10台で、ボディカラーはオブシディアンブラック（ブラックポプラウッド仕様・designoブラウンマグノリアウッドフローリングライン仕様各2台ずつの計4台）、クラシックグレー、クラシックブルー（各色2台ずつ）、コートダジュールブルーダーク、クラシックグリーン（各色1台ずつ）の5色が用意される。

## ヨーロッパ市場での歴史
2013年9月からS400ハイブリッド、S350 BLUETEC、S300 BLUETECハイブリッド、S550発売
2013年11月 四輪駆動モデル発売
2014年 メルセデスAMGモデルは2014年から販売された。加えてプラグイン・ハイブリッドが導入された。
2017年8月 直列6気筒+マイルドハイブリッド+ターボチャージャー搭載の新世代エンジンの搭載車がS450として、ヨーロッパ地域で販売開始した。

## エンジンとテクニカルデータ（日本仕様）
| モデル                        | 販売期間             | ハンドル位置 | トランスミッション             | 駆動形式 | エンジン                                                                       | エンジン出力                                                     | モーター              | モーター出力                   | 0-100km/h |
| ----------------------------- | -------------------- | ------------ | ------------------------------ | -------- | ------------------------------------------------------------------------------ | ---------------------------------------------------------------- | --------------------- | ------------------------------ | --------- |
| S300h                         | 2015年8月-2017年8月  | 左/右        | 7速AT （7G-TRONIC PLUS）       | FR       | 651型 直4 DOHC ターボ 2,142cc                                                  | 150kW（204PS）/3,800rpm 500Nm（51.0kgm）/1,600-1,800rpm          | EM0007 交流同期電動機 | 20kW（27PS） 250Nm（25.5kgm）  | 7.6sec    |
| S300h エクスクルーシブ        | 2015年8月-2017年8月  | 左/右        | 7速AT （7G-TRONIC PLUS）       | FR       | 651型 直4 DOHC ターボ 2,142cc                                                  | 150kW（204PS）/3,800rpm 500Nm（51.0kgm）/1,600-1,800rpm          | EM0007 交流同期電動機 | 20kW（27PS） 250Nm（25.5kgm）  | 7.6sec    |
| S300h long                    | 2015年8月-2017年8月  | 左/右        | 7速AT （7G-TRONIC PLUS）       | FR       | 651型 直4 DOHC ターボ 2,142cc                                                  | 150kW（204PS）/3,800rpm 500Nm（51.0kgm）/1,600-1,800rpm          | EM0007 交流同期電動機 | 20kW（27PS） 250Nm（25.5kgm）  |           |
| S400h                         | 2013年10月-2017年8月 | 左/右        | 7速AT （7G-TRONIC PLUS）       | FR       | 276型 V6 3,498cc                                                               | 245kW（333PS）/6,500rpm 620Nm（63.2kgm）/3,500-5,250rpm          | 21227 交流同期電動機  | 20kW（27PS） 250Nm（25.5kgm）  | 6.8sec    |
| S400h エクスクルーシブ        | 2013年10月-2017年8月 | 左/右        | 7速AT （7G-TRONIC PLUS）       | FR       | 276型 V6 3,498cc                                                               | 245kW（333PS）/6,500rpm 620Nm（63.2kgm）/3,500-5,250rpm          | 21227 交流同期電動機  | 20kW（27PS） 250Nm（25.5kgm）  | 6.8sec    |
| S400                          | 2017年8月-           | 左/右        | 9速AT （9G-TRONIC）            | FR       | 276M30型 DOHC V6 ツインターボ 2,996cc                                          | 270kW（367PS）/5,500-6,000rpm 500Nm（51.0kgm）/1,600-4,000rpm    | -                     | -                              |           |
| S450                          | 2018年4月-           | 左/右        | 9速AT （9G-TRONIC）            | FR       | 256M型 DOHC 直列6気筒 ツインスクロールターボ＋電動スーパーチャージャー 2,998cc | 270kW（367ps）/5,500-6,100rpm 500Nm（51.0kgm）/1,600-4,000rpm    | エンジン出力軸直結ISG | 16kW（22ps） 250Nm（25.5kgm）  | 5.1sec    |
| S450 エクスクルーシブ         | 2018年4月-           | 左/右        | 9速AT （9G-TRONIC）            | FR       | 256M型 DOHC 直列6気筒 ツインスクロールターボ＋電動スーパーチャージャー 2,998cc | 270kW（367ps）/5,500-6,100rpm 500Nm（51.0kgm）/1,600-4,000rpm    | エンジン出力軸直結ISG | 16kW（22ps） 250Nm（25.5kgm）  | 5.1sec    |
| S450 long                     | 2018年7月-           | 左/右        | 9速AT （9G-TRONIC）            | FR       | 256M型 DOHC 直列6気筒 ツインスクロールターボ＋電動スーパーチャージャー 2,998cc | 270kW（367ps）/5,500-6,100rpm 500Nm（51.0kgm）/1,600-4,000rpm    | エンジン出力軸直結ISG | 16kW（22ps） 250Nm（25.5kgm）  | 5.1sec    |
| S550e long                    | 2014年11月-2017年8月 | 左/右        | 7速AT （7G-TRONIC PLUS）       | FR       | 276M30型 DOHC V6 ツインターボ 2,996cc                                          | 325kW（442PS）/5,250-6,000rpm 650Nm（66.3kgm）/1,600-4,000rpm    | 22227 交流同期電動機  | 85kW（115PS） 350Nm（35.7kgm） | 5.0sec    |
| S550 long                     | 2013年10月-2017年8月 | 左/右        | 7速AT （7G-TRONIC PLUS）       | FR       | 278型 DOHC V8 ツインターボ 4,663cc                                             | 335kW（455PS）/5,250-5,500rpm 700Nm（71.4kgm）/1,800-3,500rpm    | -                     | -                              | 4.8sec    |
| S560 long                     | 2017年8月-           | 右           | 9速AT （9G-TRONIC）            | FR       | M256型 DOHC V8 ツインターボ 3,982cc                                            | 345kW（469PS）/5,250-5,500rpm 700Nm（71.4kgm）/2,000-4,000rpm    | -                     | -                              |           |
| S560 4MATIC long              | 2017年8月-           | 左           | 9速AT （9G-TRONIC）            | 4WD      | 176型 DOHC V8 ツインターボ 3,982cc                                             | 345kW（469PS）/5,250-5,500rpm 700Nm（71.4kgm）/2,000-4,000rpm    | -                     | -                              | 4.6sec    |
| Mercedes-AMG S63 long         | 2013年10月-2017年8月 | 右           | 7速AT （AMGスピードシフトMCT） | FR       | 157型 DOHC V8 ツインターボ 5,461cc                                             | 430kW（585PS）/5,500rpm 900Nm（91.8kgm）/2,250-3,750rpm          | -                     | -                              |           |
| Mercedes-AMG S63 long         | 2017年8月-           | 右           | 9速AT （AMGスピードシフトMCT） | FR       | M177型 DOHC V8 ツインターボ 3,982cc                                            | 450kW（612PS)/5,500-6,000rpm 900Nm（91.8kgm）/2,750-4,500rpm     | -                     | -                              |           |
| Mercedes-AMG S63 4MATIC long  | 2013年10月-2017年8月 | 左           | 7速AT （AMGスピードシフトMCT） | 4WD      | 157型 DOHC V8 ツインターボ 5,461cc                                             | 430kW（585PS）/5,500rpm 900Nm（91.8kgm）/2,250-3,750rpm          | -                     | -                              | 3.5sec    |
| Mercedes-AMG S63 4MATIC+ long | 2017年8月-           | 左           | 9速AT （AMGスピードシフトMCT） | 4WD      | 177型 DOHC V8 ツインターボ 3,982cc                                             | 450kW（612PS)/5,500-6,000rpm 900Nm（91.8kgm）/2,750-4,500rpm     | -                     | -                              |           |
| Mercedes-Maybach S550         | 2015年2月-2018年8月  | 右           | 9速AT （9G-TRONIC）            | FR       | 278型 DOHC V8 ツインターボ 4,663cc                                             | 335kW（455PS）/5,250-5,500rpm 700Nm（71.3kgm）/1,800-3,500rpm    | -                     | -                              |           |
| Mercedes-Maybach S560         | 2018年8月-           | 右           | 9速AT （9G-TRONIC）            | FR       | 176型 DOHC V8 ツインターボ 3,982cc                                             | 345kW（469PS）/5,250-5,500rpm 700Nm（71.4kgm）/2,000-4,000rpm    | -                     | -                              |           |
| Mercedes-Maybach S550 4MATIC  | 2015年9月-2018年8月  | 左           | 9速AT （9G-TRONIC）            | 4WD      | 278型 DOHC V8 ツインターボ 4,663cc                                             | 335kW（455PS）/5,250-5,500rpm 700Nm（71.3kgm）/1,800-3,500rpm    | -                     | -                              |           |
| Mercedes-Maybach S560 4MATIC  | 2018年8月-           | 左           | 9速AT （9G-TRONIC）            | 4WD      | 176型 DOHC V8 ツインターボ 3,982cc                                             | 345kW（469PS）/5,250-5,500rpm 700Nm（71.4kgm）/2,000-4,000rpm    | -                     | -                              |           |
| S600 long                     | 2014年6月-           | 左           | 7速AT （7G-TRONIC PLUS）       | FR       | 277型 SOHC V12 ツインターボ 5,980cc                                            | 390kW（530PS）/4,900-5,300rpm 830Nm（84.6kgm）/1,900-4,000rpm    | -                     | -                              |           |
| Mercedes-AMG S65 long         | 2013年11月-          | 左           | 7速AT （7G-TRONIC PLUS）       | FR       | 279型 SOHC V12 ツインターボ 5,980cc                                            | 463kW（630PS）/4,800-5,400rpm 1,000Nm（102.0kgm）/2,300-4,300rpm | -                     | -                              |           |
| Mercedes-Maybach S600         | 2015年2月-2018年8月  | 左           | 7速AT （7G-TRONIC PLUS）       | FR       | 277型 SOHC V12 ツインターボ 5,980cc                                            | 390kW（530PS）/4,900-5,300rpm 830Nm（84.6kgm）/1,900-4,000rpm    | -                     | -                              |           |
| Mercedes-Maybach S600         | 2018年8月-           | 左           | 7速AT （7G-TRONIC PLUS）       | FR       | 279型 SOHC V12 ツインターボ 5,980cc                                            | 463kW（630PS）/4,800-5,400rpm 1000Nm（102.0kgm）/2,300-4,300rpm  | -                     | -                              |           |